# Lars Glassér
Lars Bertil Glassér (* 4. Oktober 1925 in Stockholm; † 15. Januar 1999 in Rättvik) war ein schwedischer Kanute.

## Erfolge
Lars Glassér nahm im Zweier-Kajak mit Ingemar Hedberg an den Olympischen Spielen 1952 in Helsinki teil. Auf der 1000-Meter-Strecke gelang ihnen im Vorlauf ein Sieg und sie qualifizierten sich dadurch für den Endlauf. In diesem überquerten sie zeitgleich mit den Finnen Yrjö Hietanen und Kurt Wires die Ziellinie. Nach Auswertung des Zielfotos gewannen die Finnen Gold, während Hedberg und Glassér die Silbermedaille erhielten.
Bereits 1948 sicherte sich Glassér bei den Weltmeisterschaften in London im Einer-Kajak über 500 Meter die Silbermedaille. Mit der 4-mal-500-Meter-Staffel wurde er erstmals Weltmeister. Bei den Weltmeisterschaften 1950 in Kopenhagen und auch 1954 in Mâcon wiederholte er diesen Erfolg mit der Staffel. Darüber hinaus gelang ihm mit Ingemar Hedberg auch im Zweier-Kajak jeweils über 500 und über 1000 Meter der Titelgewinn.